# Israel ben Eliezer
Israel ben Eliezer, född 1698, död 22 maj 1760, även känd som Baal Shem Tov, var en judisk rabbin som anses ha grundat den judiska väckelserörelsen chassidism.

## Biografi
Israel ben Eliezer föddes i dåvarande polska staden Okopy Świętej Trójcy, nuvarande byn Okopu i Ternopil oblast, Ukraina. Han var en betydelsefull rabbin med många anhängare och utarbetade den judiska mystiken. Flera idéer inom den gamla kabbalan utvecklades. Många legender och berättelser finns om hans liv och förmåga att göra mirakel. Tidigt i sitt liv blev han känd för sitt intresse för mystiken i religionen och han försvann gärna bort från sin närmaste omgivning. Baal Shem tov gick gärna ut ensam till ödsliga platser för att kunna meditera. Naturen var också en viktig källa till andlig inspiration. Han gifte sig vid 18 års ålder med en kvinna från trakten och var också hjälpsam i olika församlingar innan man till sist anställde honom som lärare.

## Legendbildningen
Enligt en sådan legend så fick hans föräldrar en vision från en ängel om att de precis som Abraham och Sara skulle föda ett barn i hög ålder. Detta barn skulle föra Herrens budskap till människan på jorden. Att hans föräldrar var så gamla gjorde att de dog tidigt i hans liv. Han fick då som Talmud bjuder, gratis judisk utbildning. Enligt hans lärjungar ska han bland annat ha gått på vatten och helat sjuka. Namnet Baal Shem Tov kommer från att han ansågs vara en god Baal Shem. Därav tillägget Tov som betyder god. Författaren Martin Buber har sammanställt flera av chassidernas berättelser om Baal Shem Tov.